# Gilbert H. Lamphere
Gilbert Hicks Lamphere (geboren 1953) ist ein US-amerikanischer Investmentbanker und Manager. Er war Chairman of the Board der Illinois Central Railroad.

## Leben
Lamphere studierte von 1966 bis 1974 an der Princeton University und an der Harvard Business School mit dem Abschluss als Master of Business Administration.

## Wirken
Von 1976 bis 1981 arbeitete er bei Morgan Stanley & Co. im Bereich Fusionen und Erwerbungen.
Anschließend begann er für Louis Marx Jr. und seine Investmentunternehmen (Prospect Group und Noel Group) zu arbeiten. Ende 1989 übernahm Lamphere die Leitung der Prospect Group. Deren Präsident war er von November 1989 bis zum Oktober 1991. Chairman und Chief Executive Officer dieses Unternehmens war er bis zum Mai 1994. Gleichzeitig war er von November 1991 bis Juni 1994 Chairman und CEO der Noel Group und saß im Aufsichtsrat verschiedener Tochterunternehmen.
Von Januar 1994 bis Dezember 1999 arbeitete er in leitender Position für die Fremont Group. Ab Januar 1998 ist er mit der Lamphere Capital Management eigenständig tätig.
2006 gründete er mit Raj K. Gupta FlatWorld Capital ein Private-Equity-Unternehmen. Im April 2016 beteiligte er sich zusammen mit Gupta an MidRail, einem Unternehmen zum Betrieb von Bahngesellschaften. Im August 2019 beteiligte sich MidRail zusammen mit First State Investments am Erwerb von Patriot Rail.
Während der Zeit bei Prospect erfolgte unter anderem der Verkauf der Tochtergesellschaft Illinois Central Railroad. In der Illinois Central war er von 1993 bis 1998 Chairman of the Board, während der junge E. Hunter Harrison als CEO und Präsident fungierte. Nach der Übernahme der Illinois Central durch die Canadian National Railway (CN) war er von 1998 bis Dezember 2005 Aufsichtsratsmitglied der CN.
Vom Januar 2000 bis zum Juli 2007 saß Lamphere im Aufsichtsrat der Florida East Coast Industries sowie von Januar 2007 bis Mai 2015 im Aufsichtsrat der CSX Corporation.
Ab Oktober 2011 bis Mai 2013 war Lamphere Chairman of the Board bei Las Vegas Railway Express, einem Unternehmen das beabsichtigt Schienenpersonenverkehr zwischen Südkalifornien und Las Vegas anzubieten. Danach saß er bis Sommer 2018 im Aufsichtsrat des Unternehmens.
Im Mai 2024 wurde er in den Aufsichtsrat der Norfolk Southern Corporation gewählt.

## Varia
In erster Ehe war Gilbert Lamphere ab 1981 mit Louise Woolworth Lamphere verheiratet. Aus dieser Ehe entstammen fünf Kinder.
2013 heiratete er Martha Janet O’Brien (geboren 1971).
Gilbert Lamphere war Treuhänder der NYC Parks Foundation sowie Aufsichtsratsvorsitzender der Deerfield Academy, der Nightingale-Bamford School und der Hamlin School.